# 克雷若皮尔

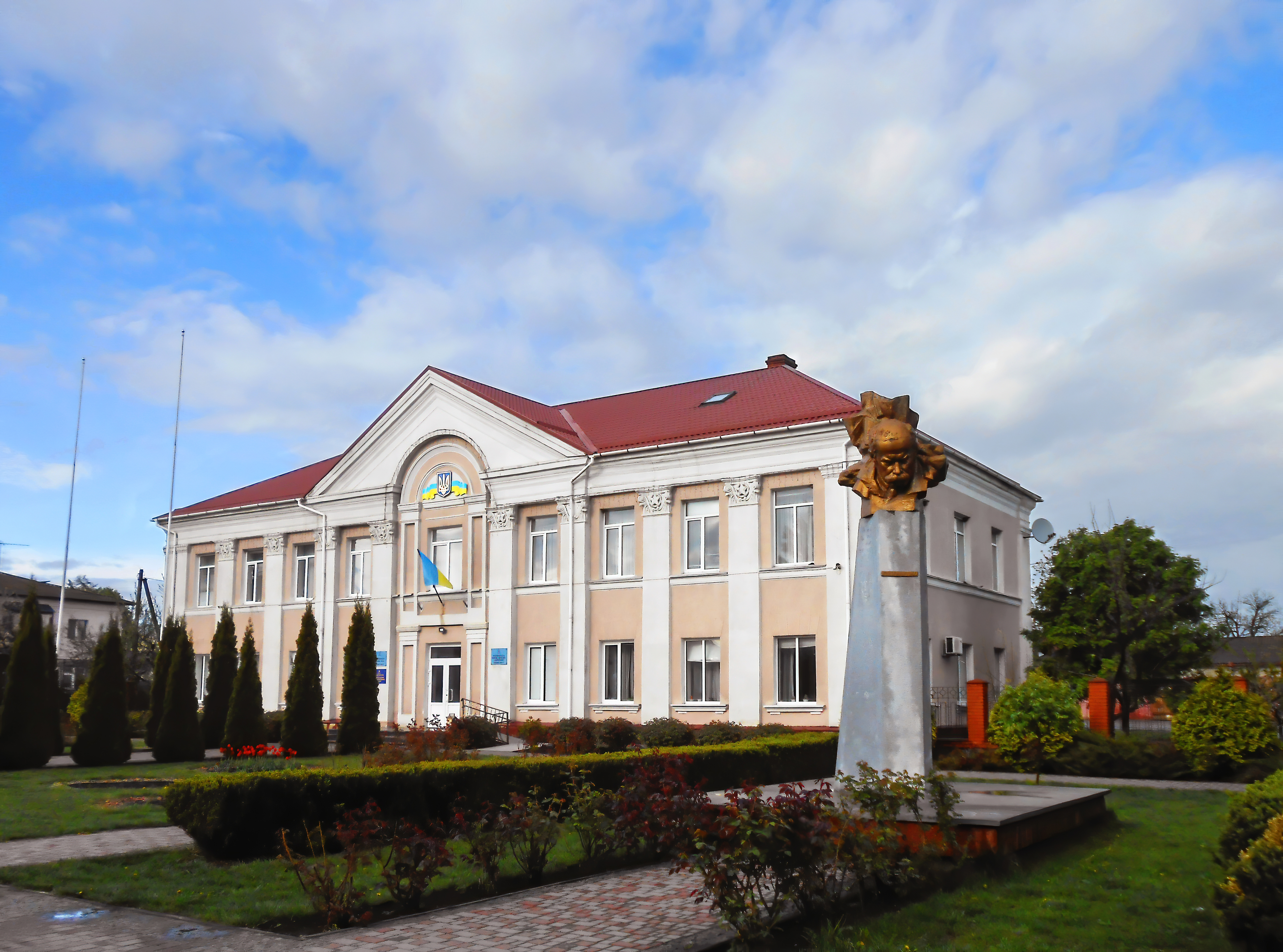
塔拉斯·谢甫琴科纪念碑

克雷若皮尔（羅馬化：Kryzhopil）是烏克蘭西南部文尼察州圖利欽區克雷若皮尔市镇内的市級鎮及其行政中心。始建於1866年，面積5.72平方公里，海拔高度289米，2013年人口9,011，人口密度每平方公里1,575人。